# Zastava Ujedinjenih Arapskih Emirata
Zastava Ujedinjenih Arapskih Emirata usvojena je 2. prosinca 1971. Sastavljena je od Panarapskih boja – crvene, zelene bijele i crne koje simboliziraju arapsko jedinstvo.
Osim toga boje nose i sljedeće simboličko značenje:
- zelena – plodnost
- bijela – priroda
- crna – naftno bogatstvo

Civilna zastava crvene je boje. Na njoj se u uglu nalazi državna zastava.

## Zastave emirata
Svaki od sedam emirata Ujedinjenih Arapskih Emirata ima svoju zastavu:
- Zastava Abu Dhabija
- Zastava Ajmana
- Zastava Dubaija
- Zastava Fujairaha
- Zastava Ras al-Khaimaha
- Zastava Sharjaha
- Zastava Umm al-Qaiwaina